# Ixion (Londen)
Ixion was een Brits historisch merk van motorfietsen in Londen.
De bedrijfsnaam was: Primus Motor Works, Loughborough Junction, London.
Primus Motor Works begon in 1901 met de productie van motorfietsen met clip-on motoren van De Dion- en MMC. Daarnaast gebruikte men waarschijnlijk ook een Franse 1½ pk-Le Bichrone-tweetaktmotor. Dat was in die tijd heel gebruikelijk, want door de Red Flag Act had de Britse motorindustrie zich nog niet ontwikkeld. Men was dus aangewezen op inbouwmotoren van het Europese vasteland. De MMC-motor was weliswaar Brits, maar in licentie van De Dion-Bouton geproduceerd. Het merk Ixion verdween echter al in 1903.
- Er bestond nog een merk met de naam Ixion, zie Ixion (Birmingham).